# M-V
M-V eller M-5 eller Mu-5, var en Japansk raket helt baserad på fast bränsle. Raketen fanns i 2 versioner, en med 3 steg och en med 4 steg. Raketen användes första gången den 12 februari 1997. Den 10 februari 2000 misslyckades en uppskjutning av raketen. Den 22 september 2006 var sista gången en M-V sköts upp.

## Uppskjutningar
| Datum             | Utförande  | Nyttolast                         |
| ----------------- | ---------- | --------------------------------- |
| 12 februari 1998  | Lyckad     | HALCA                             |
| 3 juli 1998       | Lyckad     | Nozomi                            |
| 10 februari 2000  | Misslyckad | ASTRO-E                           |
| 9 maj 2003        | Lyckad     | Hayabusa                          |
| 10 juli 2005      | Lyckad     | Suzaku                            |
| 21 februari 2006  | Lyckad     | AKARI CUTE-1.7-APD SSP (solsegel) |
| 22 september 2006 | Lyckad     | Hinode HIT-SAT SSSAT (solsegel)   |